# Gisikon
Gisikon (gsw. Gisike, hist. Gislikon) – miejscowość i gmina w środkowej Szwajcarii, w kantonie Lucerna, w okręgu Luzern-Land. Leży nad rzeką Reuss. Pod względem powierzchni jest najmniejszą gminą w kantonie.

## Demografia
W Gisikonie mieszkają 1 424 osoby. W 2021 roku 21,6% populacji gminy stanowiły osoby urodzone poza Szwajcarią. 

## Transport
Przez teren gminy przebiegają drogi główne nr 4 i nr 296.